# Battaglia di u Vechju
La Battaglia di U Vechju è una battaglia avvenuta il 2 giugno 1769 vicino al Ponte di U Vechju, presso Vivario, quattro settimane dopo quella di Ponte Novu, svoltasi tra i giorni 8 e 10 maggio.

## Battaglia
Clemente Paoli e Jacques Pierre Charles Abbatucci succedettero a Pasquale Paoli sul sito del ponte Eiffel sul fiume U Vecchiu. La battaglia si svolse il 2 giugno 1769, sulle rive del centro storico. Le forze erano sproporzionate: da parte corsa non erano più di 600; da parte francese vi erano 10 000 uomini nell'esercito guidato dal conte di Vaux. I corsi avevano abbattuto il ponte e rialzato muri di pietra. Ma i francesi aprirono il fuoco con la loro artiglieria e poi lanciarono ponti mobili per attraversare il fiume, quindi attaccarono l'esercito corso. Il combattimento fu feroce, con il coltello o con la baionetta. In rapporto di 1 a 20 i combattenti corsi resistettero per cinque giorni. Ghjuvan Vittoriu Angelini scrisse:
"Sono presenti tutti coloro che sono sopravvissuti all'ideale paolino: uomini, donne, bambini, studenti dell'Università di Corte, milizie, truppe regolari. Con la baionetta, con il coltello, le truppe francesi, dopo cinque giorni di combattimenti, forzando il passaggio: i Corsi avevano anche le loro Termopili ”. 

## Conseguenze della battaglia
Il 13 giugno Pasquale Paoli, con i compagni e il fratello Clemente, era a Porto Vecchio, dopo essersi stancato a Bucugnà e Bastelica. Da Porto Vecchio si imbarcarono per Livorno sulla nave mercantile Le Vermouth, per un esilio che durò fino al 1790. Trecento paulisti (tra cui il fratello Clemente, ma anche Annibale di Rustino, diciotto fratelli e sei sacerdoti) lo seguirono su un'altra barca, Le Rachele.